# بانگ‌مرغ‌های کمرکلی
وانگاهای کمرکولی (نام علمی: Hypositta) نام یک سرده از تیره وانگا است.